# Chiesa di San Martino (Sarzana)
La chiesa di San Martino è un luogo di culto cattolico situato nel quartiere di Sarzanello nel comune di Sarzana, in provincia della Spezia. La chiesa è sede della parrocchia omonima del vicariato di Sarzana della diocesi della Spezia-Sarzana-Brugnato.

## Storia
In origine il paese di Sarzanello sorgeva ai piedi dell'omonima fortezza, ma nella seconda metà del Settecento, in seguito alla guerra franco-austriaca, per ragioni strategiche, il paese venne distrutto e la popolazione fu costretta ad emigrare in una zona sicura, chiamata Pian di Paganella, che col tempo diventò l’attuale frazione di Sarzanello. Dell’antico borgo rimangono oggi solo una casa e un pozzo.
Nell'attuale Sarzanello venne così innalzata la nuova chiesa parrocchiale dedicata a san Martino Vescovo e decorata con le suppellettili della vecchia chiesa distrutta.

## Descrizione
La chiesa, a singola navata, conserva al suo interno alcune opere interessanti di arte minore locale, come un bassorilievo rappresentante la Madonna col Bambino, angeli e santi, una statua della Madonna col Bambino in legno policromo e, collocata sopra l'altare maggiore, l'immagine della Vergine Assunta con santi.
La chiesa conservava anche un grande dipinto, datato 1686, di Domenico Piola, pittore genovese, che raffigura la Vergine, il Figlio e san Francesco. Oggi quest'opera è conservata presso il museo diocesano di Sarzana e nella chiesa ne è esposta una copia.
Sul portale della facciata, intonacata di rosso, è possibile ammirare una grande scultura del santo titolare della chiesa.
Adiacente alla chiesa, si trova il cimitero parrocchiale.